# José Antonio Astorga
José Antonio Astorga Torres; (* Santiago, 2 de mayo de 1780 - † 1825); hijo de Ignacio de Astorga y Ovalle y María Josefa Torres y Valenzuela. Casado con Ana María Josefa Camus y Andrade, con quien tuvo numerosa descendencia.

## Actividades Públicas
- Asesor letrado de la Asamblea que firmó el Acta de Autoridad Provisoria (1811).
- Diputado suplente al primer Congreso Nacional, representando a Santiago (1811), asumió el 17 de octubre de 1811 en reemplazo de José Santiago Portales.
- Miembro de la Asamblea que firmó el Reglamento Constitucional Provisorio (1812).
- Integró la Comisión Permanente Encargada de Entender las Causas contra algún Vocal del Senado, sin ser parte de ninguna Cámara del Congreso Nacional.
- Diputado suplente por Osorno (1822), pero nunca llegó a incorporarse en propiedad.
- Miembro del Tribunal de Residencia, que juzgó a Bernardo O'Higgins tras su abdicación (1823).